# Cecil Gant
Cecil Gant (1913 - 1951) est un chanteur et pianiste américain de Rhythm and blues, parfois surnommé « le grand-père du rock ».

## Biographie
Cecil Gant est né le 4 avril 1913 à Nashville, Tennessee,,. Militaire en 1944, il joue du piano lors de rassemblements de l'armée. Richard A. Nelson fonde le label Gilt-Edge en juillet 1945 à Los Angeles dans le seul but d'enregistrer son premier disque, sous le nom de "Pvt. Cecil Gant" : I Wonder / Cecil Boogie, un blues feutré en face A et un boogie-woogie instrumental endiablé en face B. I Wonder se classe immédiatement en tête des charts Rhythm and Blues, pendant deux semaines, tout comme la reprise qu'en fait Roosevelt Sykes la même année, et elle tient sept semaines à cette place.
Gant continue d'enregistrer des disques pour Gilt-Edge jusqu'en mai 1946, puis il rejoint l'écurie Bullet de Nashville (Another Day, Another Dollar, I'm A Good Man, But A Poor Man).  De 1949 à 1950, il enregistre pour Down Beat, Swing Time, puis pour Decca Records à partir de l'été 1950. Sa dernière séance d'enregistrement a lieu le 19 janvier 1951. Il meurt d'une pneumonie le 4 février 1951 à Nashville, à moins que ce ne soit d'un excès d'alcool.
Ses plus grand succès étaient des chansons lentes et mélancoliques, mais il enregistra de nombreux morceaux très rythmés, dont certains, comme We're Gona Rock, sont parfois qualifiés de Rock 'n' roll.

## Discographie

### Principaux Singles
- septembre 1944 : I Wonder / Cecil Boogie (Gilt-Edge)[7]
- avril 1945 : The Grass Is Getting Greener Every Day (Gilt-Edge)
- mai 1945 : I'm Tired (Gilt-Edge)
- janvier 1946 : Jump Jump Jump / Special Delivery (Gilt-Edge)
- avril 1946 : Nashville Jumps (Bullet)
- décembre 1946 : Ninth Street Jive (Bullet)
- juillet 1948 : Another Day, Another Dollar (Bullet)
- septembre 1948 : I'm A Good Man, But A Poor Man (Bullet)
- juillet 1950 : We're Gonna Rock, sous le nom de Gunter Lee Carr (Decca)
- janvier 1951 : Rock Little Baby (Decca)
- août 1951 : Owl Stew (Decca)
- août 1951 : Rocking The Boogie (Decca)

### Albums
- 1958 : The Late Cecil Gant (King)